# السياحة في سنغافورة

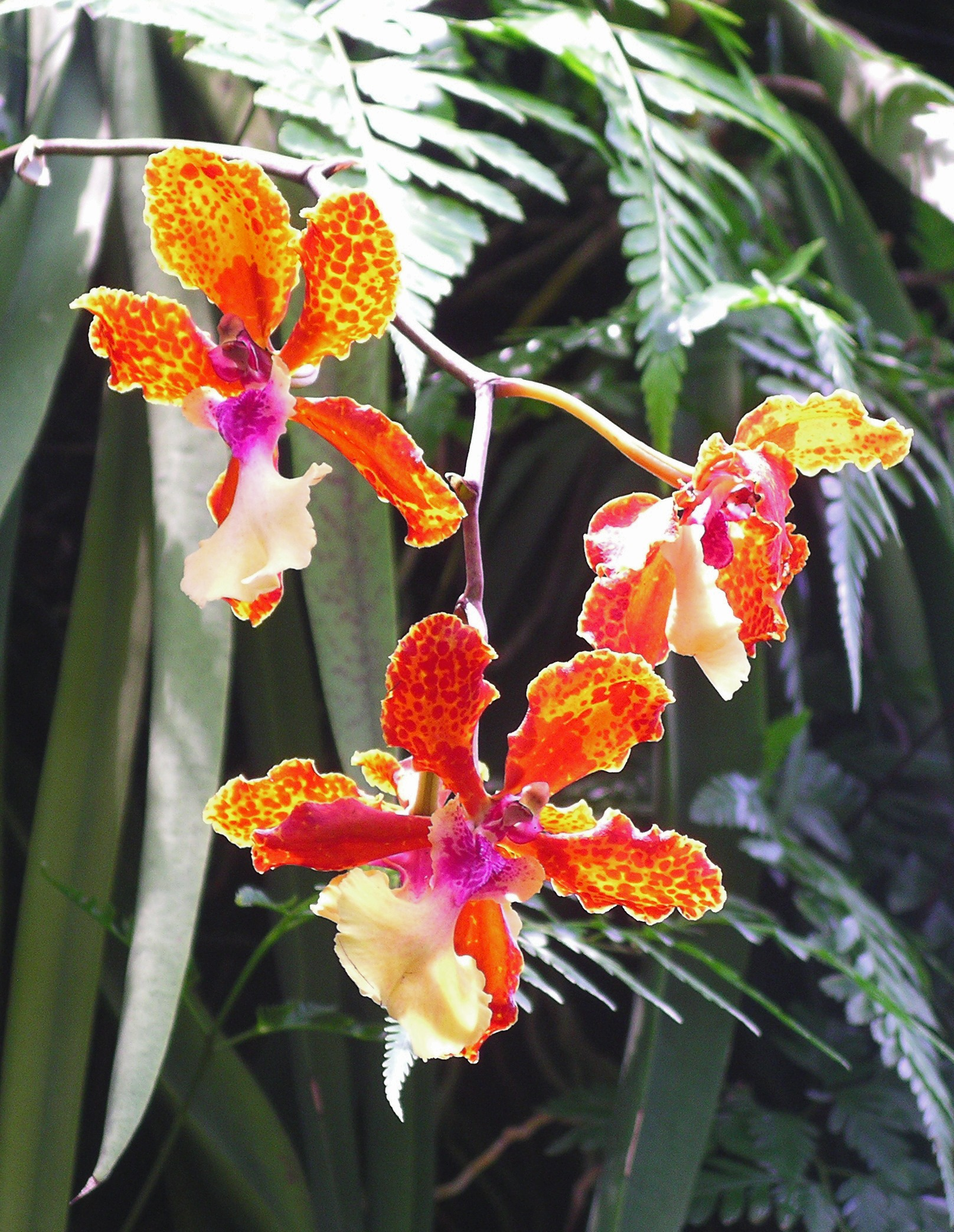
طريق الثمرة

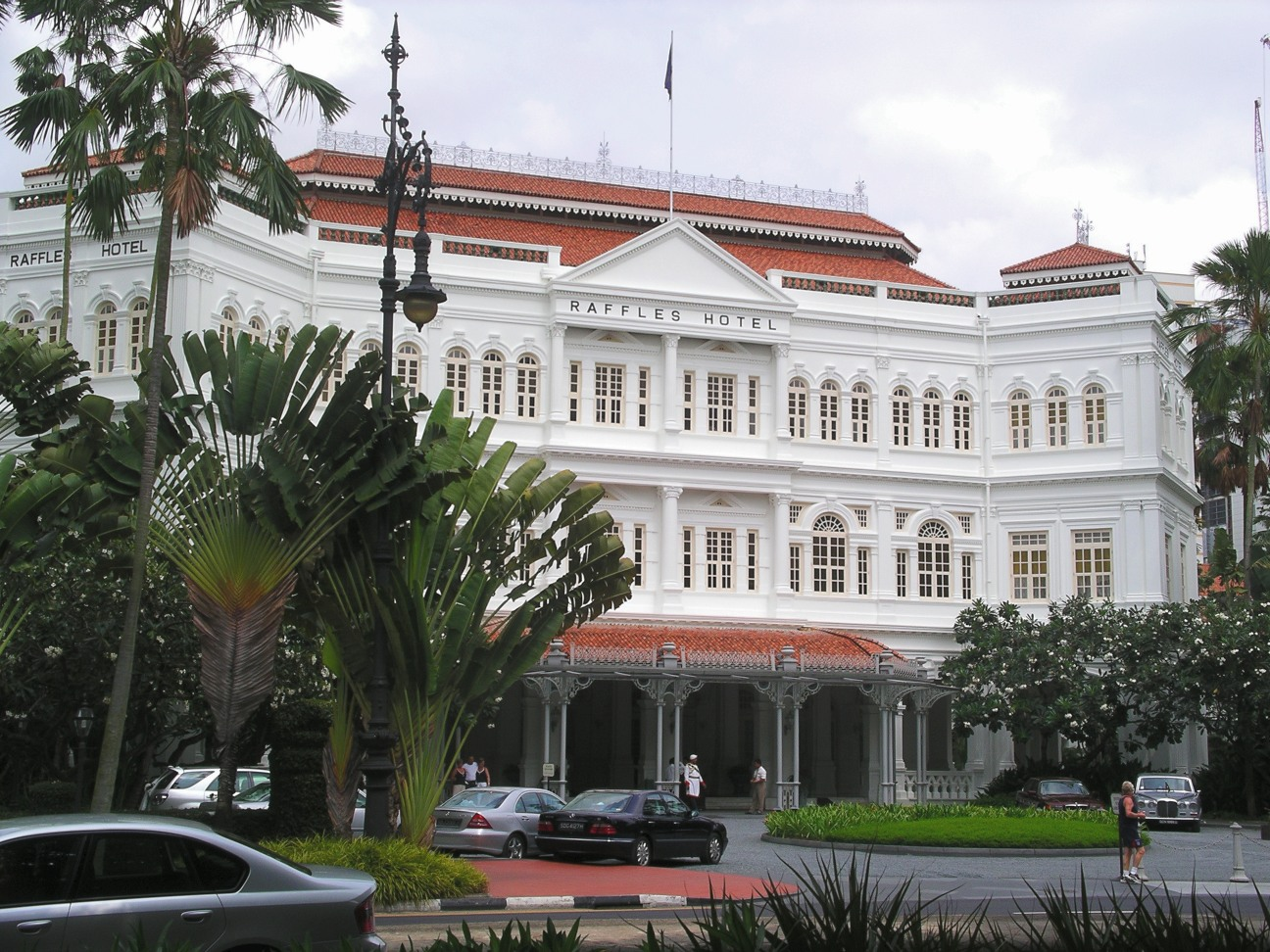
فندق رافلس التاريخي

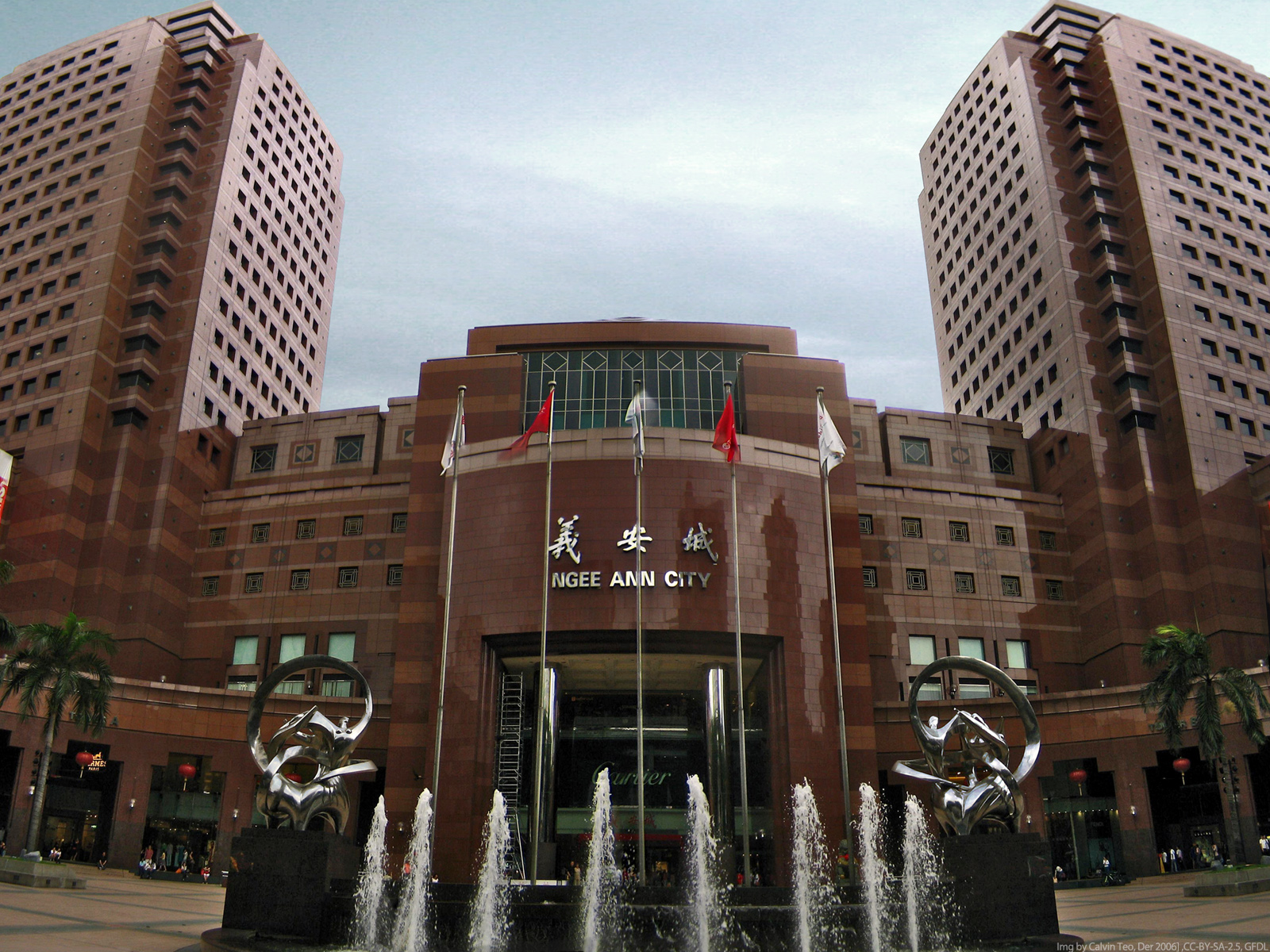
تاكاشيياما إحدى مراكز التسوق في سنغافورة

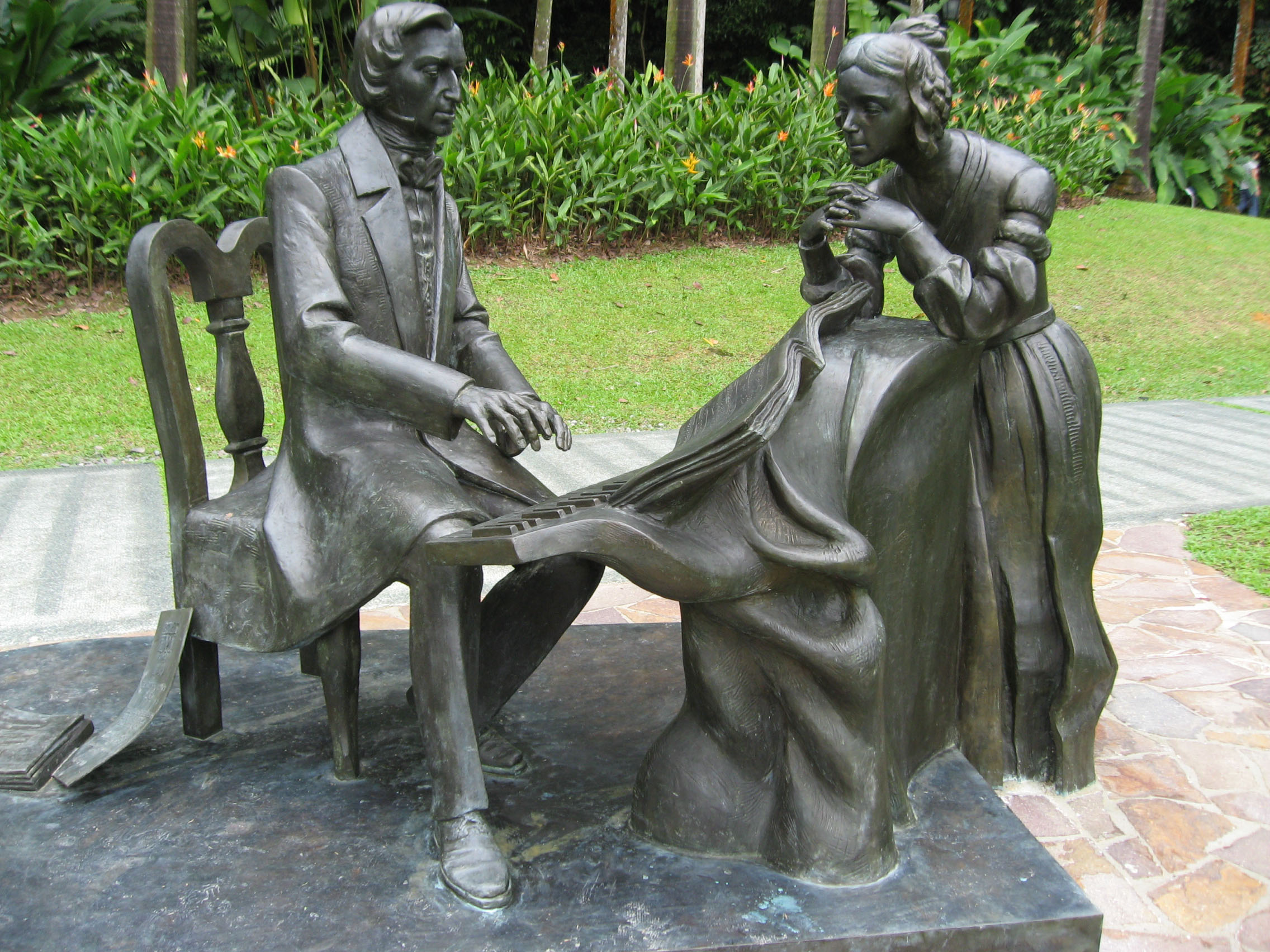
تمثال فريدريك شوبان في حديقة سنغافورة النباتية.

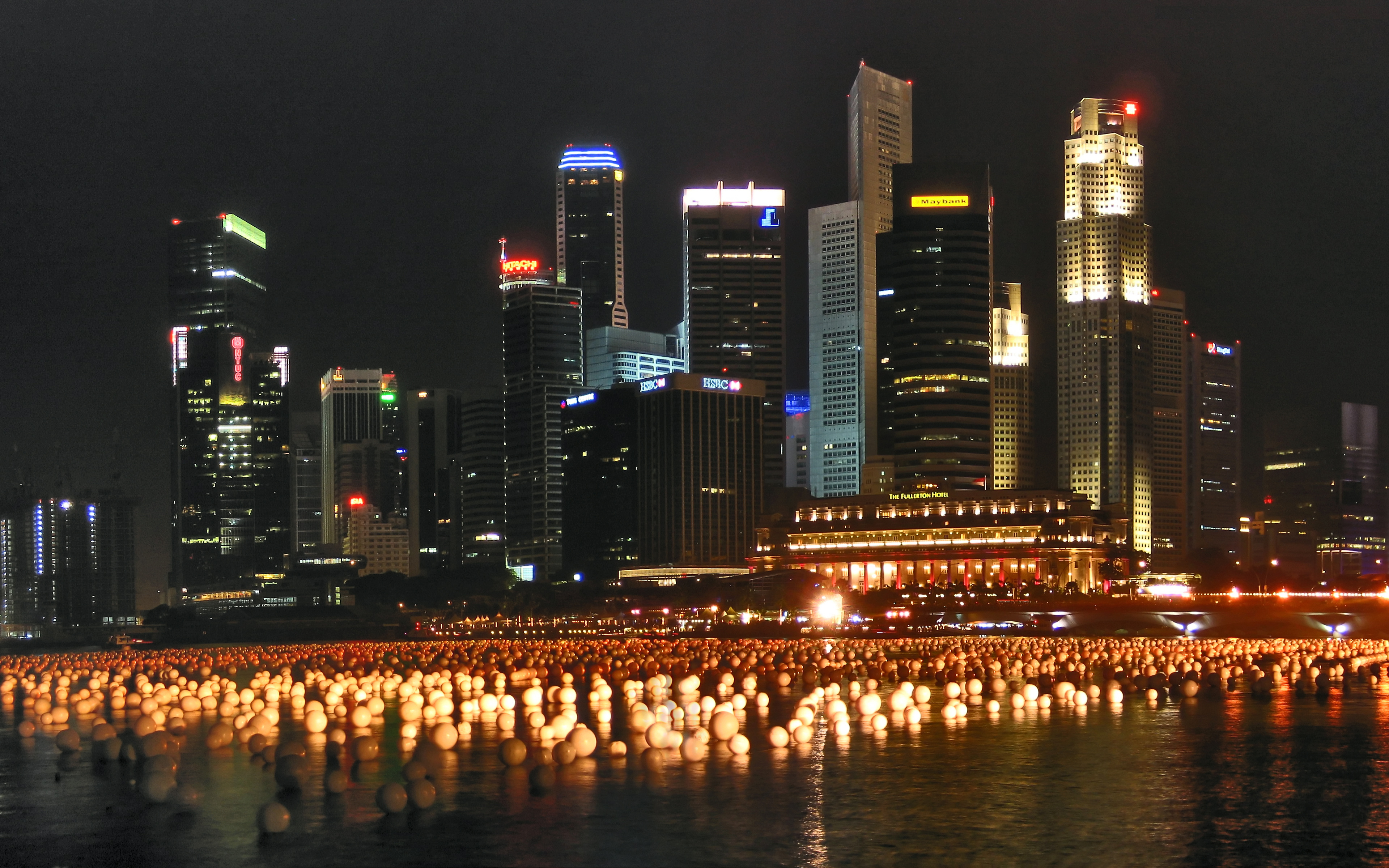
ناطحات سحاب سنغافورة في الليل

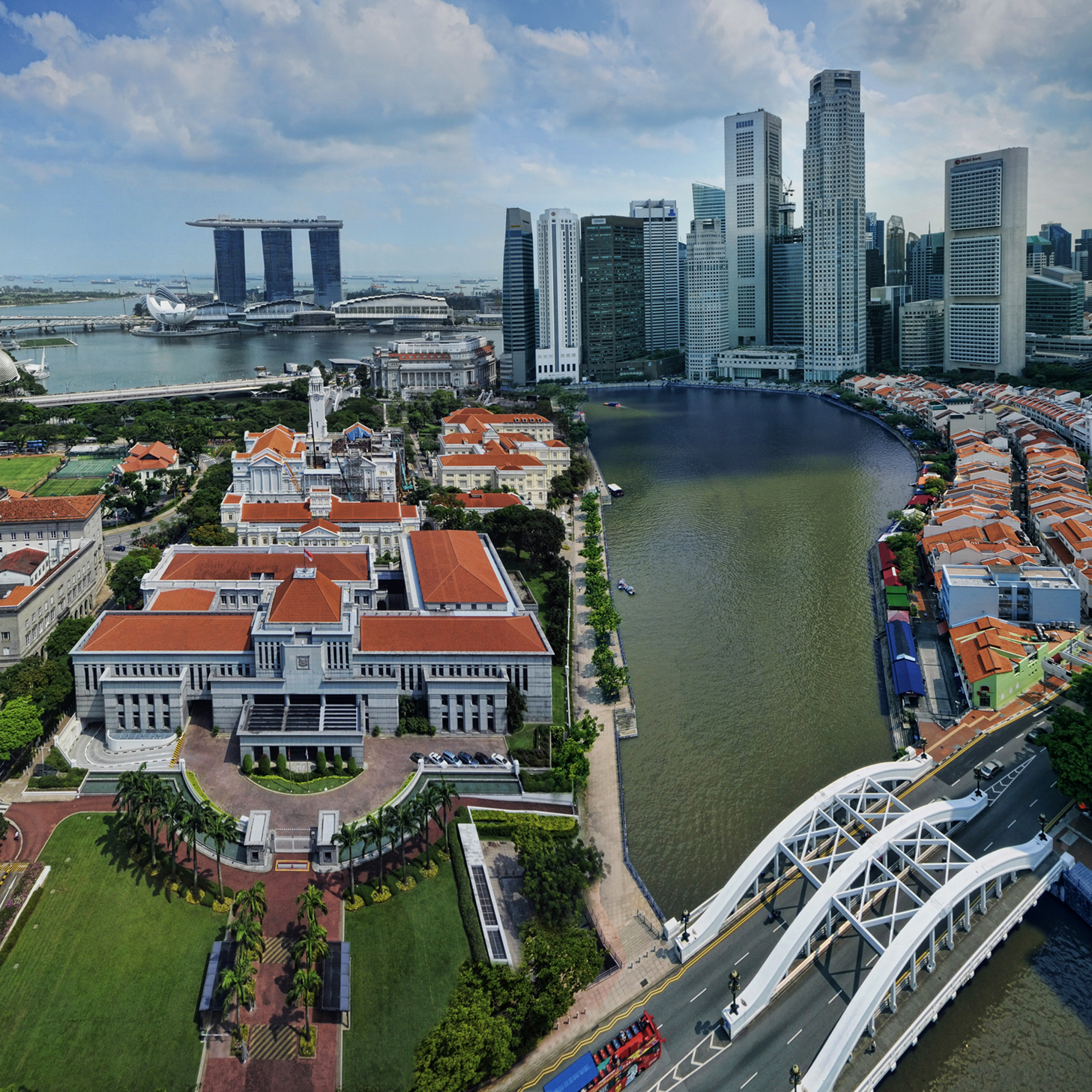
نهر سنغافورة

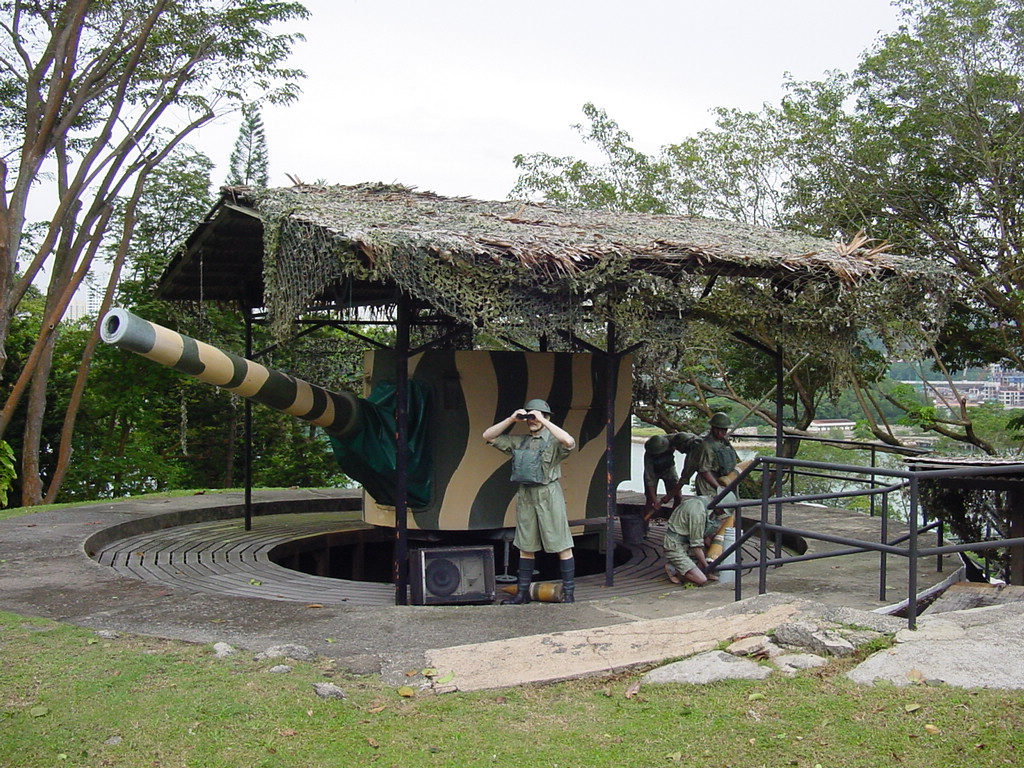
حصن سيلوزو

السياحة في سنغافورة وهي تُشَكِل جُزُء كَبير في الاقتصاد السنغافوري، ونسبة السواح في سنغافورة عاليةْ حيث بلغ عدد السواح في سنغافورة في عام 2011 13,171,303 وهذا العدد هو ضعف عدد سُكان سنغافورة، وتُعَد سنغافورة من أدنى الدول في العالم في معدل الجرائم فيها وهذا أحد أسباب كِثرَة السواح فيها، واللغة الإنغليزية هي إحدى اللُغات الأربعة الرسمية في سنغافورة، ويُمكن للسُكان السنغافوريين أن يفهموا لُغتهم بِسُهولةْ، و التسوق و التنقل في سنغافورة تغطي مُعظِم أراضي البلاد بسبب نِسبة السُكان العالية فيها.
المناطق السياحية في سنغافورة هي حديقة حيوانات سنغافورة وطريق الثمرة والسفاري الليلي ومتنزه يورونغ للطيور حيثُ يتواجد هُناك طير النحام وردي وجزيرة سينتوسا وألتي زارها 19 مليون سائح في 2011 ويوجد في سنغافورة من 20 إلى 30 مَعلَم مثل حصن سيلوزو وألذي كان حصن للقوات اليابانية في الحرب العالمية الثانية وبرج سماء النمر ولوج سينتوسا وألي هو تلفريك و كازينوهات و رمال خليج مارينا.

## نبذة تاريخية
في يناير 1964، تأسس مجلس السياحة في سنغافورة (المعروف آنذاك باسم مجلس الترويج السياحي في سنغافورة)، لتسويق لسنغافورة، التي كانت آنذاك ولاية تابعة لماليزيا، باعتبارها وجهة للسياح، لتطوير وتنظيم صناعة السياحة. سعت حكومة سنغافورة إلى خلق المزيد من فرص العمل والدخل وتسهيل التجارة داخل سنغافورة، من خلال تطوير صناعة السياحة. طوال الستينيات والسبعينيات من القرن العشرين، أدار مجلس السياحة حملات إعلانية متعددة تهدف إلى جذب الزوار من بلدان مختلفة ونشر رسائل إخبارية شهرية للترويج للعديد من مناطق الجذب في سنغافورة. ابتكِر ميرليون أيضًا وهو شعار لمجلس السياحة في سنغافورة في عام 1964 واستخدِم في المواد الترويجية. أصبح ميرليون في النهاية رمزًا سنغافوريًا معروفًا وفي عام 1972 نُصب تمثال ميرليون في حديقة ميرليون. في عام 1977، بلغ عدد الزوار إلى البلاد 1.5 مليون زائر، وقدرت الإيرادات السياحية بنحو 628 مليون دولار سنغافوري مقارنة بما بلغ 522 ألف زائر و269 مليون دولار سنغافوري من الإنفاق السياحي في عام 1970.
طوال الثمانينيات والتسعينيات من القرن العشرين، هدفت هيئة السياحة إلى تسويق ثقافة سنغافورة للزوار من خلال تجديد البنية التحتية في المناطق التاريخية مثل الحي الصيني وتطوير أماكن جديدة لاستضافة الحفلات الموسيقية والمؤتمرات. في عام 2005، أعلنت حكومة سنغافورة عن تطوير منتجعين متكاملين في مارينا ساوث وسينتوسا. أعلِن أيضًا عن خطط لتطوير حدائق الخليج في العام نفسه. كانت المنتجعات جزءًا من خطط لتعزيز صناعة السياحة التي كانت تواجه منافسة شديدة من وجهات أخرى في جميع أنحاء المنطقة، وخاصة من بانكوك وهونغ كونغ المجاورتين، وقد بدأت الأخيرة في تقنين الكازينوهات في أعقاب المبادرات في سنغافورة. افتتِح مارينا باي ساندز رسميًا في 23 يونيو 2010، بينما افتتِحت حدائق الخليج في 29 يونيو 2012 وافتتِح منتجع ريزورتس وورلد سينتوسا رسميًا في 7 ديسمبر 2012.

## إحصائيات السياحة
ارتفع عدد الزوار الوافدين إلى سنغافورة منذ استقلال البلاد عام 1965. وبالمقارنة بإجمالي 99,000 زائر مسجل في عام 1965، اجتذبت سنغافورة ما يقرب من 19.1 مليون زائر في عام 2019 بإيرادات بلغت 27.7 مليار دولار سنغافوري، وفقًا للأرقام الأولية الصادرة عن مجلس السياحة في سنغافورة. ارتفع إجمالي عدد الزوار بنسبة 3.3% عن عام 2018، مع زيادة عدد الوافدين من الزوار من الصين وإندونيسيا وأستراليا، بينما انخفض عدد الزوار من الهند وماليزيا بنسبة 2% و3% على التوالي. زادت إيرادات السياحة بنسبة 2.8% عن عام 2018، إذ أنفق معظم الزوار في فئات مشاهدة المعالم السياحية والترفيه والألعاب (1.593 مليون دولار سنغافوري)، والتسوق (1.457 مليون دولار سنغافوري)، والإقامة (1.439 مليون دولار سنغافوري)، والطعام والمشروبات (649 مليون دولار سنغافوري).
في عام 2020، بسبب جائحة كوفيد-19، انخفضت إحصاءات الزوار في سنغافورة بنسبة 85.7% وانخفضت عائدات السياحة بنسبة 82.6% (4.8 مليون دولار سنغافوري) عن عام 2019. سًجل ما مجموعه 2,700,000 زائر في ذلك العام، وهي المرة الأولى التي تنخفض فيها إحصاءات الزوار منذ انخفاض عدد الوافدين في عام 2014. مُنع الزوار القادمون إلى سنغافورة في زيارات قصيرة الأمد من الدخول والعبور منذ 23 مارس 2020 وحتى 19 أكتوبر 2021.
في عام 2021، انخفض عدد الزوار الوافدين إلى 330,059 زائرًا، وهو ما يمثل انخفاضًا بنسبة 88% مقارنة بعام 2020. في ديسمبر 2021، وسط انتشار متغير كوفيد-19 أوميكرون شديد العدوى، كانت العديد من البلدان ما تزال تفرض قيودًا على السفر، مع حظر بعض الحكومات السفر تمامًا للحد من انتقال العدوى. استؤنفت الزيارات القصيرة الأمد إلى سنغافورة في سبتمبر 2021 مع بدء ممرات السفر للمطعمين.

### تحديات صناعة السياحة

#### تأثير جائحة كوفيد-19 على السياحة (2020-2021)
في أوائل عام 2020، أثرت جائحة كوفيد-19 على أعداد الزوار الأجانب في جميع أنحاء البلاد. في فبراير 2020، رفعت إندونيسيا مستوى تحذير السفر إلى سنغافورة إلى المستوى الأصفر، وحثت المواطنين الإندونيسيين على اتخاذ احتياطات إضافية عند زيارتهم للدولة المدينة. تعد إندونيسيا من بين أكبر مصدر للزوار الأجانب إلى سنغافورة. كان من المتوقع انخفاض عدد الزوار بنسبة تتراوح بين 25 و30 في المئة عن رقم عام 2019.
في 16 سبتمبر 2020، أعلن وزير التجارة والصناعة تشان تشون سينج أن جميع السنغافوريين البالغين سيحصلون على قسائم سياحية بقيمة 100 دولار، يمكن الوصول إليها رقميًا عبر ما يُعرف بسينغباس، لاستخدامها منذ ديسمبر 2020 وحتى يونيو 2021. يعد مخطط قسائم سنغافورديسكفر بقيمة 320 مليون دولار جزءًا من جهود الحكومة لدعم قطاع السياحة، الذي تضرر بشدة بسبب قيود السفر وسط جائحة كوفيد-19.
في أبريل 2022، وفي اليوم نفسه الذي انتهت فيه تأثيرات كوفيد-19 على السياحة في المملكة المتحدة، وأيرلندا، وفنلندا، وماليزيا، ودول أخرى، انتهى تأثير كوفيد-19 على السياحة في سنغافورة رسميًا بحلول أوائل أبريل 2022 مع تحرك البلاد نحو مرحلة التعايش مع كورونا.

## وجهات سياحية شعبية
يمكن اعتبار منطقة طريق الثمرة، التي تهيمن عليها مراكز التسوق والفنادق متعددة الطوابق، مركز السياحة في سنغافورة. تشمل مناطق الجذب السياحي الشهيرة الأخرى حديقة حيوان سنغافورة، ومنتزه ريفر وندرز، وجنة الطيور، ورحلات سفاري الليلية. تعتمد حديقة حيوان سنغافورة مفهوم «حديقة الحيوانات المفتوحة» حيث يحتفظون بالحيوانات في أقفاص، منفصلة عن الزوار بخنادق خفية جافة أو مبللة، بدلًا من حبس الحيوانات في أقفاص. تضم حديقة ريفر وندرز 10 أنظمة بيئية مختلفة حول العالم، بما في ذلك نهر النيل ونهر اليانغتسي ونهر المسيسيبي والأمازون بالإضافة إلى التندرا، وتضم 300 نوع من الحيوانات، بما في ذلك العديد من الأنواع المهددة بالانقراض. تعد حديقة الطيور حديقة حيوان أخرى تركز على الطيور، وهي مخصصة لتعريف الجمهور بأكبر قدر ممكن من أنواع وأصناف الطيور من جميع أنحاء العالم، بما في ذلك سرب من ألف طائر فلامنغو. تتيح حديقة نايت سفاري للناس استكشاف الموائل الآسيوية والأفريقية والأمريكية في الليل دون أي حواجز مرئية بين الضيوف والحيوانات البرية.
تقع جزيرة سينتوسا السياحية، التي اجتذبت 19 مليون زائر في عام 2011، في جنوب سنغافورة، تتألف من نحو 20-30 معالم، مثل حصن سيلوسو، الذي بُني للدفاع ضد اليابانيين خلال الحرب العالمية الثانية. يمكن رؤية البنادق من حقبة الحرب العالمية الثانية في حصن سيلوسو، من مدفع صغير الحجم إلى 16 رطلًا (7 كغم). علاوة على ذلك، بنت الجزيرة برج تايغر سكاي، الذي يسمح للزوار بمشاهدة سينتوسا بأكملها، بالإضافة إلى زحافات سينتوسا الثلجية، وهي زلاجة صغيرة تتسع لشخص واحد أو شخصين يتزلج عليها المرء مستلقيًا على ظهره. أما توجيها فيحدث عن طريق تحريك الوزن أو سحب الأشرطة المرفقة بعجلات الزلاجة.
من بين أحدث المعالم السياحية التي بُنيت في سنغافورة المنتجعان المتكاملان اللذان يضمان كازينوهات، وهما مارينا باي ساندز ومنتجع ريزورتس وورلد سنتوسا، ومنتزه يونيفرسال ستوديوز الترفيهي وحدائق الخليج.

## تسوق
يوجد في سنغافورة عدة مناطق للتسوق، تشمل خليج مارينا، وشارع بوغيس، والحي الصيني، وغيلانغ سيراي، وكمبونغ غلام وشارع العرب، وحي ليتل إنديا، وشارع نورث بريدج، وطريق الثمرة، والضواحي.
تسعى سنغافورة لتكون مركز الأعمال في جنوب شرق آسيا، وتضم منطقة تسوق واسعة في منطقة طريق الثمرة. يضم طريق الثمرة العديد من مراكز التسوق متعددة الطوابق، إضافة إلى العديد من الفنادق، مما يجعله المركز السياحي الرئيسي في سنغافورة إلى جانب وسط المدينة. يستخدم السكان المحليون أيضًا طريق الثمرة بشكل كبير للتسوق.